# Matteo Donati
Matteo Donati (* 28. Februar 1995 in Alessandria) ist ein ehemaliger italienischer Tennisspieler und Tennistrainer.

## Karriere
Matteo Donati spielt hauptsächlich auf der ATP Challenger Tour und der ITF Future Tour. Er konnte bislang fünf Einzel- und zwei Doppeltitel auf der ITF Future Tour feiern. Auf der ATP Challenger Tour gewann er 2014 in Vercelli, 2016 in Happy Valley und 2017 in Barletta jeweils die Doppelkonkurrenz.
Seit Mai 2024 trainiert er Julija Putinzewa.

## Erfolge
| Legende (Anzahl der Siege)  |
| Grand Slam                  |
| ATP World Tour Finals       |
| ATP World Tour Masters 1000 |
| ATP World Tour 500          |
| ATP World Tour 250          |
| ATP Challenger Tour (5)     |

### Doppel

#### Turniersiege
| Nr. | Datum              | Turnier      | Belag     | Partner            | Finalgegner                            | Ergebnis          |
| --- | ------------------ | ------------ | --------- | ------------------ | -------------------------------------- | ----------------- |
| 1.  | 26. April 2014     | Vercelli     | Sand      | Stefano Napolitano | Pierre-Hugues Herbert Albano Olivetti  | 7:62, 6:3         |
| 2.  | 10. Januar 2016    | Happy Valley | Hartplatz | Andrei Golubew     | Denys Moltschanow Alexander Nedowessow | 3:6, 7:65, [10:1] |
| 3.  | 15. April 2017     | Barletta     | Sand      | Marco Cecchinato   | Marin Draganja Tomislav Draganja       | 6:3, 6:4          |
| 4.  | 24. September 2017 | Sibiu        | Sand      | Marco Cecchinato   | Sander Gillé Joran Vliegen             | 6:3, 6:1          |
| 5.  | 14. Juli 2018      | Perugia      | Sand      | Daniele Bracciali  | Tomislav Brkić Ante Pavić              | 6:3, 3:6, [10:7]  |